# NGC 497
NGC 497 est une très vaste galaxie spirale barrée située dans la constellation de la Baleine. NGC 497 a été découverte par l'astronome français Édouard Stephan en 1882.

## Caractéristiques
Sa vitesse par rapport au fond diffus cosmologique est de 7 831 ± 22 km/s, ce qui correspond à une distance de Hubble de 115,5 ± 8,1 Mpc (∼377 millions d'al).
À ce jour, sept mesures non basées sur le décalage vers le rouge (redshift) donnent une distance de 104,100 ± 11,850 Mpc (∼340 millions d'al), ce qui est à l'intérieur des valeurs de la distance de Hubble.
La classe de luminosité de NGC 497 est II-III et elle présente une large raie HI. NGC 497 figure à l'atlas Arp (Arp 8) comme un exemple de galaxie spirale avec des bras séparés.
Selon la base de données Simbad, NGC 497 est une galaxie LINER, c'est-à-dire une galaxie dont le noyau présente un spectre d'émission caractérisé par de larges raies d'atomes faiblement ionisés.